# Гаоцзин-1
Гаоцзин-1, также известный как SuperView-1 — китайская коммерческая спутниковая группировка для дистанционного зондирования Земли с высоким пространственным разрешением. Оператором спутников и поставщиком полученных графических данных является китайская компания Beijing Space View Technology Co., Ltd.
Спутники созданы Китайской академией космических технологий (CAST) на базе космической платформы CAST3000B. Масса аппарата — 560 кг. Ожидаемый срок службы — не менее 8 лет.
На спутник установлены камеры для панхроматичной (чёрно-белой) съёмки с пространственным разрешением 0,5 м и для многоспектральной съёмки с разрешением 2 м. Ширина полосы захвата составляет 12 км. Спутники позволяют собрать данные с площади до 700 000 км2 за одни сутки, для хранения данных аппарат оборудован жёстким диском с ёмкостью 2 ТБ.
Спутники будут работать на солнечно-синхронной орбите высотой около 500 км с интервалом повторения орбиты в 4 дня.
Запуск первой пары аппаратов («Гаоцзин-1» 01 и 02) выполнен 28 декабря 2016 года в 03:23 UTC с помощью ракеты-носителя «Чанчжэн-2D» со стартового комплекса LC-9 космодрома Тайюань. Из-за технических проблем с ракетой-носителем спутники выведены на орбиту ниже запланированной (приблизительно 213 × 524 км, наклонение 97,6°). К 6 января 2017 года оба спутника достигли целевой орбиты, используя собственные двигательные установки. Насколько отразится на сроке их службы использованное на манёвры топливо не сообщается. На 11 января 2017 со спутников получено уже 1241 фото.
Третий и четвёртый спутники дистанционного зондирования Земли («Гаоцзин-1» 03 и 04) 9 января 2018 года в 03:24 UTC были успешно запущены с космодрома Тайюань с помощью ракеты-носителя «Чанчжэн-2D» и выведены на расчётную орбиту.